# Viriathus
Viriathus (även Viriatus; portugisiska och spanska Viriato) född cirka 180 f.Kr. i Lusitanien, död 139 f.Kr., troligen nära Tejo. Viriathus var en viktig ledare för Lusitanerna i kampen mot romarna. Folket talade lusitanska - ett indoeuropeiskt språk, möjligen tillhörande den italiska undergruppen. De var besläktade med keltiberierna.  
Viriathus var av låg börd men blev överbefälhavare för de lusitanska krigarna. Han fruktades av romarna för sin skicklighet i gerillakriget. Han besegrade flera romerska befälhavare.  Från 147 till 139 f.Kr. förde han ett mestadels framgångsrikt frihetskrig, det så kallade viriatiska kriget mot de romerska ockupanterna på västra Iberiska halvön. År 140 f.Kr., efter en klar seger över Quintus Fabius Maximus Servilianus, slöt han ett fredsfördrag där hans territoriella förvärv bekräftades. Lusitanerna fick den eftersträvade benämningen "romerska folkets vän och bundsförvant". Men romarna upphävde fördraget året därpå och den nye befälhavaren Quintus Servilius Caepio mutade lusitanska förhandlare som skickats till honom, så att de mördade Viriathus. Efter Viriatus död lyckades Decimus Brutus fullständigt besegra lusitanerna 137 f. Kr.